# Државни министар (Монако)
Државни министар (фр. Ministre d'État) предсједник је Владиног савјета којег именује и разрјешава кнез Монака.
Потчињен је кнезу Монака и одговоран је за руковођење владиним радом и спољним пословима Кнежевине Монако. Као кнежев представник, државни министар такође руководи извршним службама, командује полицијом и предсједава Владиним савјетом.
Положај је установљен 1911. године када је усвојен Устав Кнежевине Монако. До промјене Устава 2002, државни министар је морао бити француски грађанин који се бирао из реда високих грађанских службеника које је предлагала Влада Републике Француске. Од 2002, државни министар може бити или француски или моначански грађанин и именује га кнез Монака након консултација са Владом Републике Француске.